# Велдгейзен (Гелдерланд)
Велдгейзен (нід. Veldhuizen) — селище в нідерландській провінції Гелдерланд, безпосередньо на кордоні із Німеччиною. Входить до муніципалітету Зевенар.
Перші згадки про населений пункт датуються серединою 19-го сторіччя. Наразі у селищі нараховується близько 15 будинків.